# Champions Trophy d'Asie féminin 2023
Navigation
Donghae 2021 Rajgir 2024
Le Champions Trophy d'Asie féminin 2023 (officiellement Jharkhand Women's Asian Champions Trophy Ranchi 2023) est la 7e édition du Champions Trophy d'Asie féminin, un tournoi féminin de hockey sur gazon pour les 6 meilleures équipes asiatiques organisé par la Fédération asiatique de hockey,.

## Équipes participantes
Outre le pays hôte, l'Inde, les cinq équipes suivantes participent.
| Équipe       | Apparition | Dernière apparition | Précédente meilleure performance |
| ------------ | ---------- | ------------------- | -------------------------------- |
| Chine        | 7e         | 2021                | Vice-champion: (2011, 2016)      |
| Inde         | 6e         | 2018                | Champion: (2016)                 |
| Japon        | 7e         | 2021                | Champion: (2013, 2021)           |
| Corée du Sud | 6e         | 2021                | Champion: (2010, 2011, 2018)     |
| Malaisie     | 4e         | 2018                | Troisième: (2013)                |
| Thaïlande    | 2e         | 2021                | Quatrième: (2021)                |

## Premier tour
Toutes les heures correspondent à IST (UTC+5:30)
Légende :
- Tour pour les médailles
- Match pour la 5e place

| Rang | Équipe       | Pts | J | G | N | P | Bp | Bc | Diff |
| ---- | ------------ | --- | - | - | - | - | -- | -- | ---- |
| 1    | Inde H       | 15  | 5 | 5 | 0 | 0 | 21 | 3  | +18  |
| 2    | Chine        | 9   | 5 | 3 | 0 | 2 | 12 | 3  | +9   |
| 3    | Japon T      | 9   | 5 | 3 | 0 | 2 | 12 | 3  | +9   |
| 4    | Corée du Sud | 7   | 5 | 2 | 1 | 2 | 5  | 10 | -5   |
| 5    | Malaisie     | 4   | 5 | 1 | 1 | 3 | 3  | 13 | -10  |
| 6    | Thaïlande    | 0   | 5 | 0 | 0 | 5 | 1  | 22 | -21  |

| 27 octobre 2023 | Japon        | 3 - 0 | Malaisie     |
| 27 octobre 2023 | Chine        | 0 - 1 | Corée du Sud |
| 27 octobre 2023 | Inde         | 7 - 1 | Thaïlande    |
| 28 octobre 2023 | Japon        | 4 - 0 | Corée du Sud |
| 28 octobre 2023 | Thaïlande    | 0 - 6 | Chine        |
| 28 octobre 2023 | Inde         | 5 - 0 | Malaisie     |
| 30 octobre 2023 | Corée du Sud | 1 - 1 | Malaisie     |
| 30 octobre 2023 | Thaïlande    | 0 - 4 | Japon        |
| 30 octobre 2023 | Chine        | 1 - 2 | Inde         |
| 31 octobre 2023 | Corée du Sud | 3 - 0 | Thaïlande    |
| 31 octobre 2023 | Malaisie     | 0 - 4 | Chine        |
| 31 octobre 2023 | Japon        | 1 - 2 | Inde         |
| 2 novembre 2023 | Malaisie     | 2 - 0 | Thaïlande    |
| 2 novembre 2023 | Chine        | 1 - 0 | Japon        |
| 2 novembre 2023 | Inde         | 5 - 0 | Corée du Sud |

## Match pour la5eplace
| Match 16              | Malaisie       | 1 - 0   | Thaïlande |                                                                 |                                                                 |
| 4 novembre 2023 15h30 | Nurmaizatul 1e | (1 - 0) |           | Arbitrage : Sheena Hori Valérie Koh Arbitre vidéo : Yogita Pasi | Arbitrage : Sheena Hori Valérie Koh Arbitre vidéo : Yogita Pasi |
| 4 novembre 2023 15h30 | Rapport        |         |           | Arbitrage : Sheena Hori Valérie Koh Arbitre vidéo : Yogita Pasi | Arbitrage : Sheena Hori Valérie Koh Arbitre vidéo : Yogita Pasi |

## Phase finale

### Tableau final
|  | Demi-finales    | Demi-finales    | Demi-finales    | Demi-finales    |                               |      | Finale          | Finale          | Finale          | Finale          |
|  |                 |                 |                 |                 |                               |      |                 |                 |                 |                 |
|  | 4 novembre 2023 | 4 novembre 2023 | 4 novembre 2023 | 4 novembre 2023 |                               |      | 5 novembre 2023 | 5 novembre 2023 | 5 novembre 2023 | 5 novembre 2023 |
|  | 1               | Inde            | 2               | 2               |                               |      | 5 novembre 2023 | 5 novembre 2023 | 5 novembre 2023 | 5 novembre 2023 |
|  | 1               | Inde            | 2               | 2               |                               |      | 5 novembre 2023 | 5 novembre 2023 | 5 novembre 2023 | 5 novembre 2023 |
|  | 4               | Corée du Sud    | 0               | 0               |                               |      | 5 novembre 2023 | 5 novembre 2023 | 5 novembre 2023 | 5 novembre 2023 |
|  | 4               | Corée du Sud    | 0               | 0               | 1                             | Inde | 4               | 4               |                 |                 |
|  | 4 novembre 2023 |                 |                 |                 | 1                             | Inde | 4               | 4               |                 |                 |
|  |                 |                 | 3               | Japon           | 0                             | 0    |                 |                 |                 |                 |
|  | 2               | Chine           | 3               | Japon           | 0                             | 0    | 1               | 1               |                 |                 |
|  | 2               | Chine           |                 |                 |                               |      |                 | 1               |                 |                 |
|  | 3               | Japon           | 2               | 2               |                               |      |                 |                 |                 |                 |
|  | 3               | Japon           | 2               | 2               | Match pour la troisième place |      |                 |                 |                 |                 |
|  |                 |                 |                 |                 |                               |      |                 |                 |                 |                 |
|  | 5 novembre 2023 |                 |                 |                 |                               |      |                 |                 |                 |                 |
|  | 4               | Corée du Sud    | 1               | 1               |                               |      |                 |                 |                 |                 |
|  | 4               | Corée du Sud    | 1               | 1               |                               |      |                 |                 |                 |                 |
|  | 2               | Chine           | 2               | 2               |                               |      |                 |                 |                 |                 |
|  | 2               | Chine           | 2               | 2               |                               |      |                 |                 |                 |                 |

### Match pour la3eplace
| Match 19              | Chine                     | 2 - 1   | Corée du Sud |                                                                       |                                                                       |
| 5 novembre 2023 18h00 | Chen Yi 3e · Luo T.T. 47e | (1 - 0) | 38e An S.J.  | Arbitrage : Rama Potnis Kamilé Mockaityté Arbitre vidéo : Yogita Pasi | Arbitrage : Rama Potnis Kamilé Mockaityté Arbitre vidéo : Yogita Pasi |
| 5 novembre 2023 18h00 | Rapport                   |         |              | Arbitrage : Rama Potnis Kamilé Mockaityté Arbitre vidéo : Yogita Pasi | Arbitrage : Rama Potnis Kamilé Mockaityté Arbitre vidéo : Yogita Pasi |

### Finale
| Match 20              | Inde                                                   | 4 - 0   | Japon |                                                                       |                                                                       |
| 5 novembre 2023 20h30 | Sangita 17e · Neha 46e · Lalremsiami 57e · Vandana 60e | (1 - 0) |       | Arbitrage : Liu Yao Kim Yoonseon Arbitre vidéo : Norasyikin Shariudin | Arbitrage : Liu Yao Kim Yoonseon Arbitre vidéo : Norasyikin Shariudin |
| 5 novembre 2023 20h30 | Rapport                                                |         |       | Arbitrage : Liu Yao Kim Yoonseon Arbitre vidéo : Norasyikin Shariudin | Arbitrage : Liu Yao Kim Yoonseon Arbitre vidéo : Norasyikin Shariudin |

## Classement final
| Rang                     | Équipe       | J | V | N | P | BP | BC | +/- | Pts | Classement mondial FIH | Classement mondial FIH | Classement mondial FIH |
| Rang                     | Équipe       | J | V | N | P | BP | BC | +/- | Pts | Avant                  | Après                  | +/-                    |
| ------------------------ | ------------ | - | - | - | - | -- | -- | --- | --- | ---------------------- | ---------------------- | ---------------------- |
| Médaille d'or, Asie      | Inde H       | 7 | 7 | 0 | 0 | 27 | 3  | +24 | 21  | 7                      | 6                      | +1                     |
| Médaille d'argent, Asie  | Japon T      | 7 | 4 | 0 | 3 | 14 | 8  | +6  | 12  | 11                     | 11                     | 0                      |
| Médaille de bronze, Asie | Chine        | 7 | 4 | 0 | 3 | 15 | 6  | +9  | 9   | 10                     | 10                     | 0                      |
| 4                        | Corée du Sud | 7 | 2 | 1 | 4 | 6  | 14 | -8  | 7   | 12                     | 12                     | 0                      |
| 5                        | Malaisie     | 6 | 2 | 1 | 3 | 4  | 13 | -9  | 7   | 18                     | 18                     | 0                      |
| 6                        | Thaïlande    | 6 | 0 | 0 | 6 | 1  | 23 | -22 | 0   | 29                     | 29                     | 0                      |